# 하빈현
하빈현은 오늘날 달성군의 뚝떨어진 지역인 다사권역(다사읍과 하빈면)에 있던 행정구역이다.